# 遠山直景
遠山 直景（とおやま なおかげ）は、戦国時代の武将。後北条氏の家臣。武蔵国の江戸城代を務めた。

## 生涯
出自は明らかではないが、室町幕府奉公衆・美濃遠山氏の一族出身で、伊勢宗瑞に仕えたもの推測され、永正3年（1506年）から活動が確認されている。相模国松田郷惣領分138貫文は宗瑞から直景に本領として与えられたと推測される。
大永3年（1523年）に北条氏綱が修造した箱根権現社の棟礼に家臣として唯一署名しており、この段階で筆頭家老の立場にあったと推察される。
大永4年（1524年）1月に北条氏綱が江戸地域に侵攻し、扇谷上杉家の拠点であった武蔵国江戸城を攻略すると、直景は二の丸に据えられ、城代を務めた。
また、氏綱が古河公方・足利高基に通交を図った際には直景が起請文を提出している。
享禄2年（1529年）から同3年にかけての武蔵西部における軍事行動においては北条軍の総大将を務めている。
天文2年（1533年）3月13日に死去した。家督及び江戸城代の地位は、嫡男の綱景が継いだ。

## 家系図
```
遠山直景

  ┣━━━━┓

遠山綱景
　
遠山康光
？
  ┃　　　　┃

遠山政景
　
遠山康英

  ┃

遠山直景
```

## その他
- 軍記物の『関東古戦録』巻六では、8尺余の鉄（かな）棒を振り回し18、9人をなぎ倒した太田康資の戦い様を見て、敵を討つのはわかるが、罪のない馬まで殺すのは恥だと批判し、恥だから甲を脱いで討ち取られよというも、康資の鉄棒に甲を砕かれ、首が胴までめり込み、息絶えるという最期が描かれ、そのため、康資は直景の首はとらなかったという記述がなされている。